# 鼓楼与中宪第石牌坊
鼓楼与中宪第石牌坊，位于中国广东省梅州市大埔县湖寮龙岗，为梅州市大埔县的一个县级文物保护单位，类型为古建筑，公布时间为1999年9月。
鼓楼与中宪第石牌坊的历史年代为明代。